# 福島県道240号釜戸小名浜線

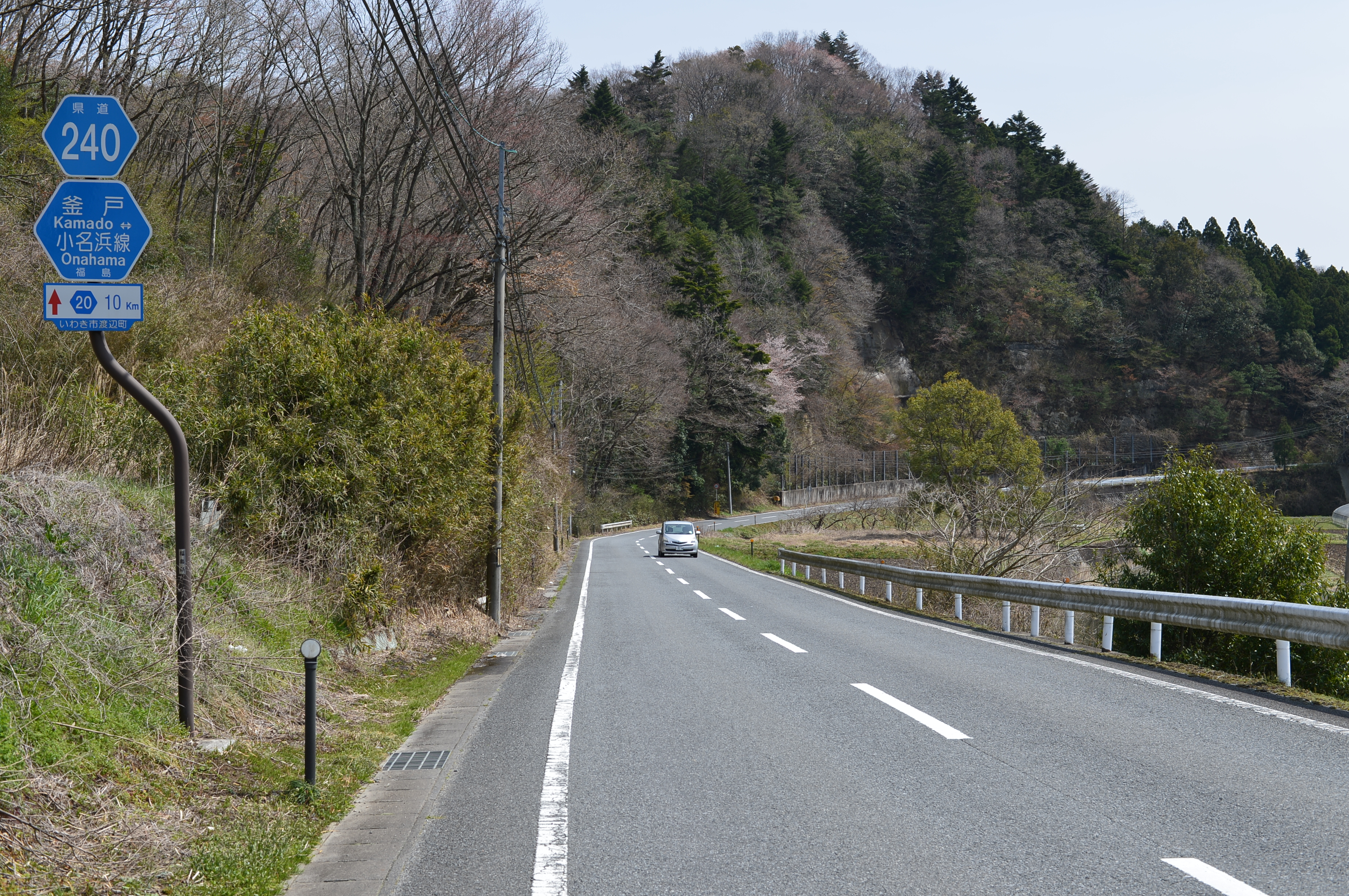
福島県道240号釜戸小名浜線
いわき市渡辺町上釜戸（2015年4月）

福島県道240号釜戸小名浜線（ふくしまけんどう240ごう かまとおなはません）は、福島県いわき市にある一般県道である。

## 概要
- 起点：いわき市渡辺町上釜戸字瀬峰
- 終点：いわき市泉町滝尻字南坪
- 総延長：10.975 km[1]
  - 実延長：10.267 km
- 路線認定年月日：1972年5月2日[2]

### 重用路線
- 福島県道56号常磐勿来線（いわき市渡辺町田部字深町～同市渡辺町田部字仲ノ町）

### 道路施設
泉跨線橋
- 全長：140.0m
- 幅員：8.9m
- 竣工：1974年[3]

泉玉露2丁目、7丁目から泉町字扇田、泉町2丁目に跨り、JR常磐線と二級水系藤原川水系釜戸川支流の小河川を渡る。橋上は上下対向2車線で供用され、歩道は設置されていない。終点に向かい大きく左にカーブを描く。

## 地理

### 通過する自治体
- 福島県
  - いわき市

### 交差する道路
- 福島県道14号いわき石川線（いわき市渡辺町上釜戸字瀬峰 起点）
- 福島県道56号常磐勿来線 勿来方面（いわき市渡辺町田部字深町）
- 福島県道56号常磐勿来線 湯本方面（いわき市渡辺町田部字仲ノ町）
- 福島県道20号いわき上三坂小野線・福島県道15号小名浜四倉線（いわき市泉町滝尻字南坪 終点）

### 沿線
- 釜戸川
- スパリゾートハワイアンズ（当路線は裏手に当たる）
- バイロンネルソンカントリークラブ（いわき市渡辺町上釜戸）
- サラブレッドカントリークラブ（いわき市渡辺町上釜戸）
- JR常磐線 泉駅
- 釜戸川
- 中釜戸のシダレモミジ（国の天然記念物）